# Cien flores
Cien flores (百花 Hyakka?) es una película japonesa dirigida Genki Kawamura en 2022.Se trata del primer largometraje del director y una adaptación de su propia novela del mismo título Hyakka  / A hundred flowers. 

## Sinopsis
El día después de Año Nuevo, en un frío glacial, Izumi Kasai encuentra a su madre caminando sola en un parque. La lleva a una clínica, donde le diagnostican la enfermedad de Alzheimer y, visiblemente, poco a poco va perdiendo la memoria. Cuanto más cuida de su madre, más lo atormentan viejos recuerdos.

## Reparto
- Mieko Harada (Yuriko Kasai)
- Masaki Suda (Izumi Kasai)
- Masami Nagasawa (Kaori)
- Kawai (Misaki Tanabe)
- Masatoshi Nagase (Yohei Asaba)
- Yuka Itaya (Ayano Seki)
- Misuzu Kanno (Megumo Kudo)
- Amane Okayama (Shotaro Nagai)
- Yukiya Kitamura (Tetsuya Osawa)
- Keishi Nagatsuka (Masayuki Sato)

## Premios
- Festival Internacional de Cine de San Sebastián 2022: Concha de plata a la mejor dirección.[6]